# Helmut Schreiber
Helmut Schreiber (ur. 26 maja 1955) – zachodnioniemiecki lekkoatleta, który specjalizował się w rzucie oszczepem.
Dwukrotny medalista uniwersjady - w 1979 zdobył złoto, a cztery lata później srebro. Mistrz RFN z 1981 roku. Wielokrotny reprezentant kraju w meczach międzypaństwowych - także przeciwko drużynie polskiej. Rekord życiowy: 92,72 (27 lipca 1979, Ulm).